# Polyp
Een Polyp is een attractie die men op de kermis en in pretparken kan vinden, bij het publiek beter bekend als Spin of Octopus. De Polyp valt onder de familie van de spin 'n puke en is verwant met de Calypso, Troika en de Breakdance. Er zijn drie soorten polypen, type één gaat niet echt snel en is een echte familie-attractie, de tweede gaat sneller en komt in Nederland het meest voor, de derde gaat het snelst en heeft draaiende gondels. De drie soorten hebben alle drie een ander liftsysteem, de types twee en drie gaan hydraulisch, type één gaat hydraulisch en mechanisch.
Het is een attractie met vijf of zes armen die ronddraaien en hydraulisch of mechanisch op en neer gaan. Aan die armen zitten weer vier of vijf kleinere kruisen waar gondels op zitten. Ook die kruisen draaien rond, bij sommige polypen draaien de gondels ook nog eens om hun eigen as door middel van middelpuntvliedende kracht. Een polyp heeft meestal als decoratie een spin of een octopus boven op de attractie. In Nederland reizen er in 2008 zo'n zeventien polypen over de verschillende kermissen.

## Bouwers
Polypen worden/werden onder andere door de volgende bedrijven gebouwd:
- Schwarzkopf
- CAH Apeldoorn
- FAH Zwolle
- Gerstlauer Duits bedrijf
- Intamin (licentiehouder van het type Spider)
- J. Bakker Denies BV

De eerste Polyp in Nederland werd gebouwd door J. Bakker Denies BV begin jaren 1970. Deze was afgeleid van het model dat de Duitse bouwer Klaus bouwde, maar is makkelijker te transporteren en wordt hydraulisch aangedreven.
Schwarzkopf duidt zijn Polypen aan als Monster. Bij deze types draaien de gondels om hun eigen as. Na de dood van Anton Schwarzkopf heeft zijn zoon Wieland Schwarzkopf nog doorontwikkelingen gemaakt op de Monster. Deze werden alleen aan parken geleverd en waren eigenlijk geen vooruitgang op het concept. Ze werden dan ook geen groot succes. Wieland Schwarzkopf bouwde ook een monster met overslaggondels voor de Duitse exploitant Kinzler, genaamd Sound Factory. Deze molen reist sinds de zomer van 2009 onder de naam Parkour, en is helemaal herstijld. Ook kunnen de gondels niet meer over de kop draaien maar wel om de as zelf, dit geeft een extra kick tijdens de rit. Deze molen reist onder leiding van Andreas Aigner.
In 1988 kwam CAH met een antwoord op de draaiende gondels van Schwarzkopf met de Big Happy Monster, een spider met draaiende gondels, besteld door Jean-Marie Lauwers. De gondels beschikten over een kliksysteem waarmee ze tijdens stilstand vast konden klikken. Tijdens de rit werd de gondel dan pneumatisch losgelaten, zodat deze rond zijn as ging draaien.
In 1990 bouwde CAH voor René Lauwers eenzelfde attractie genaamd Beach Polyp, met een voor die tijd revolutionair looplicht op de armen en verlichte gondels. De gondels, elk gevormd als twee schelpen, werden door een inktvis samengehouden. Deze attractie stond van 2008 tot 2018 in Plopsa Coo (België) en was voorzien van een aangepast thema (Piet Piraat).

## Galerij

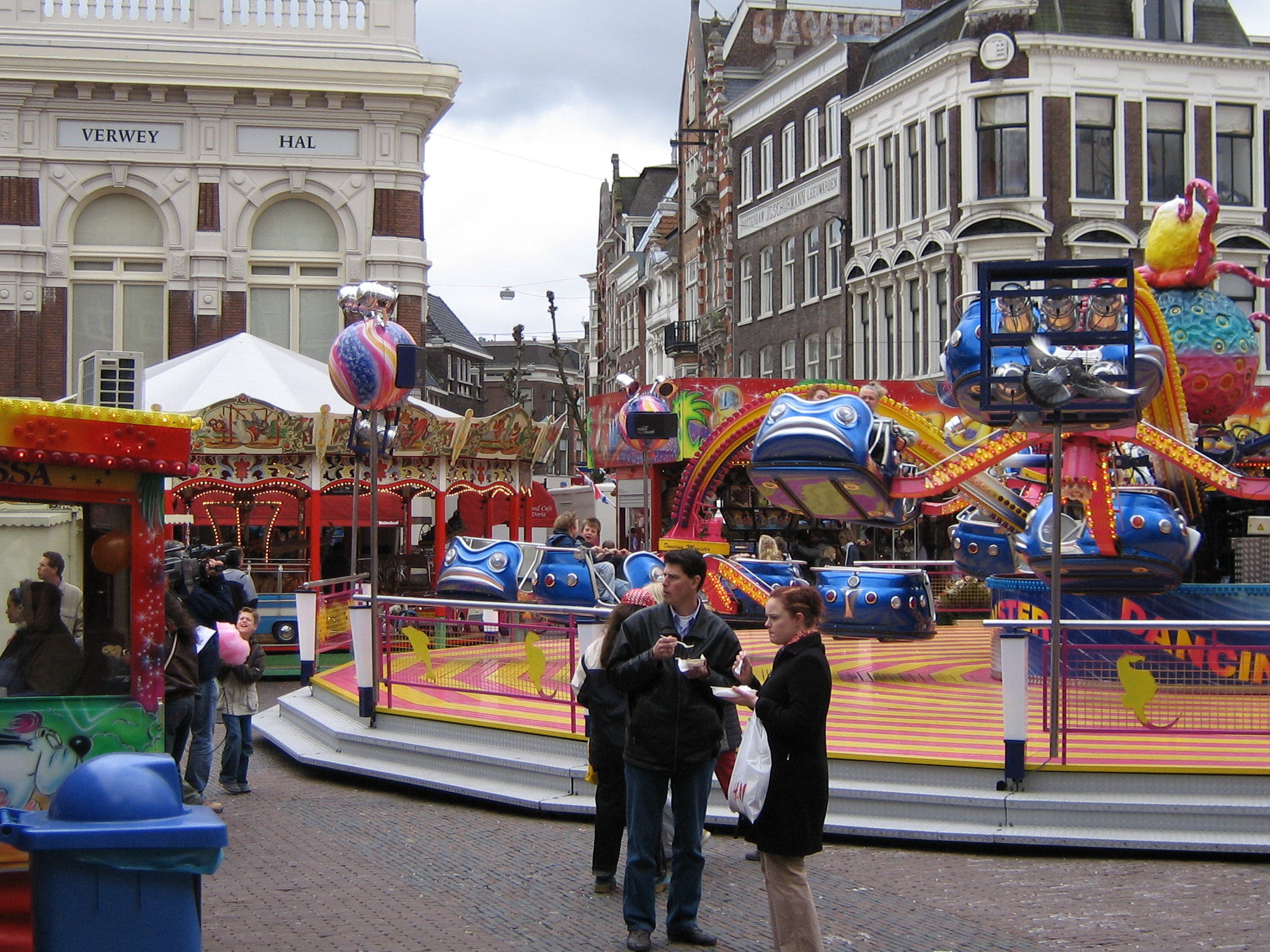
Dancing Monster op de kermis in Haarlem
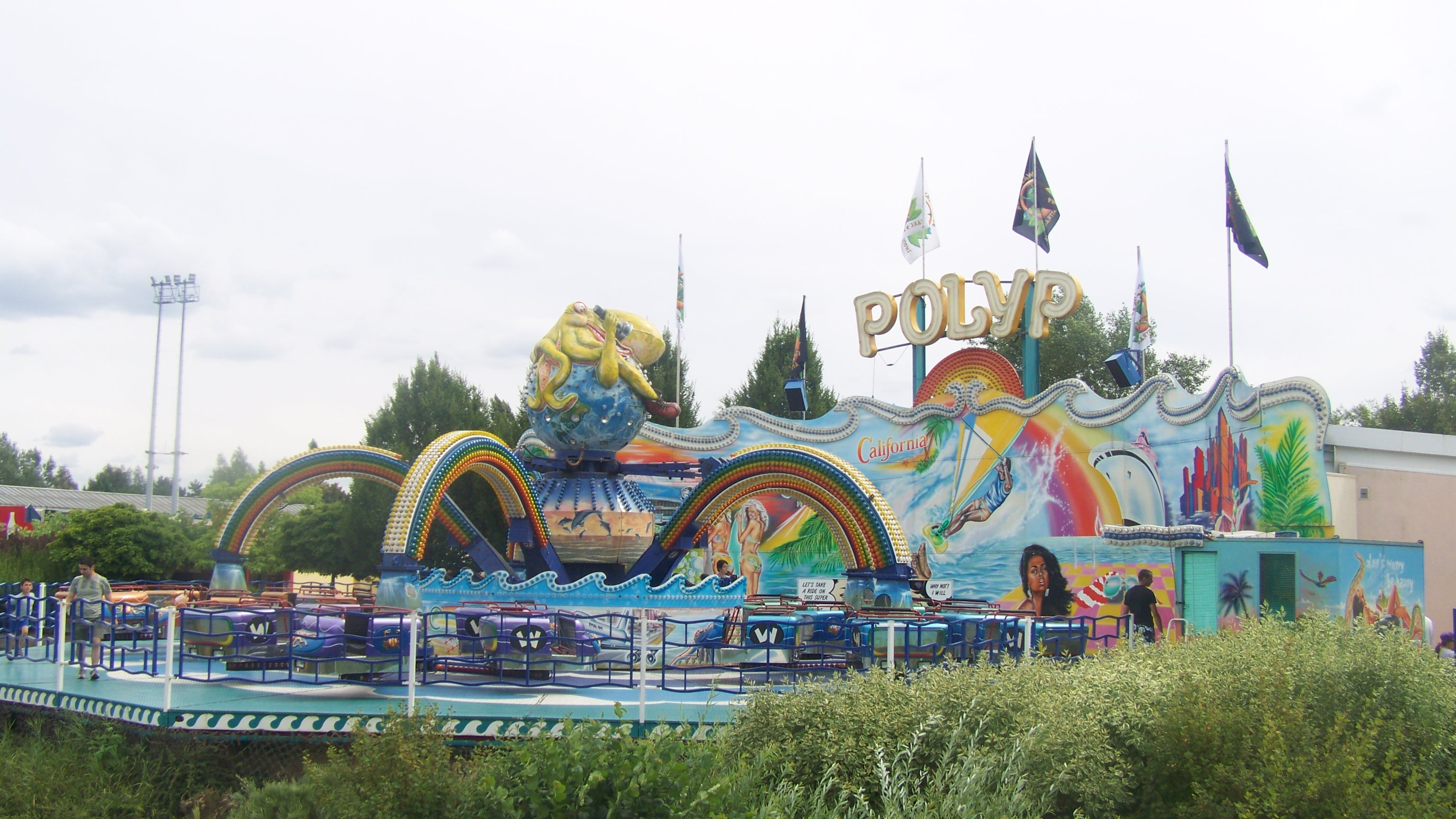
Polyp in Walygator Grand-Est
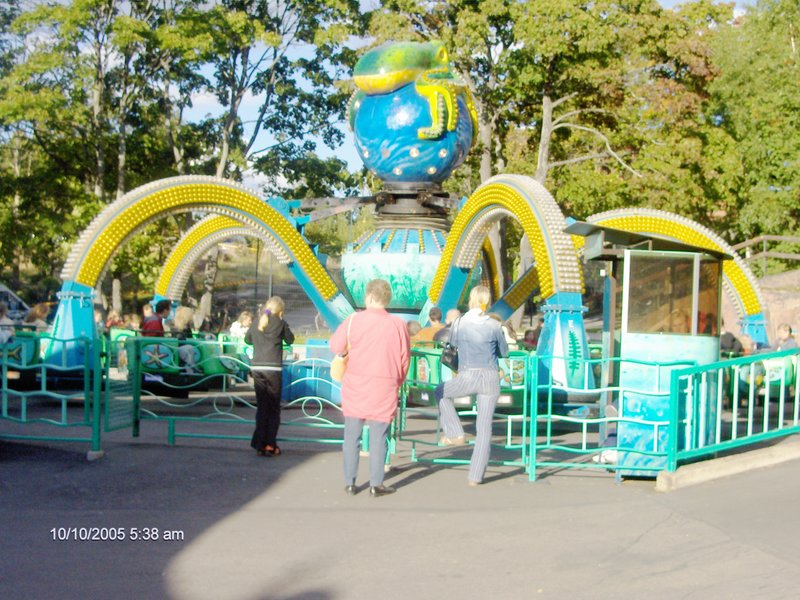
Octopus in Finland
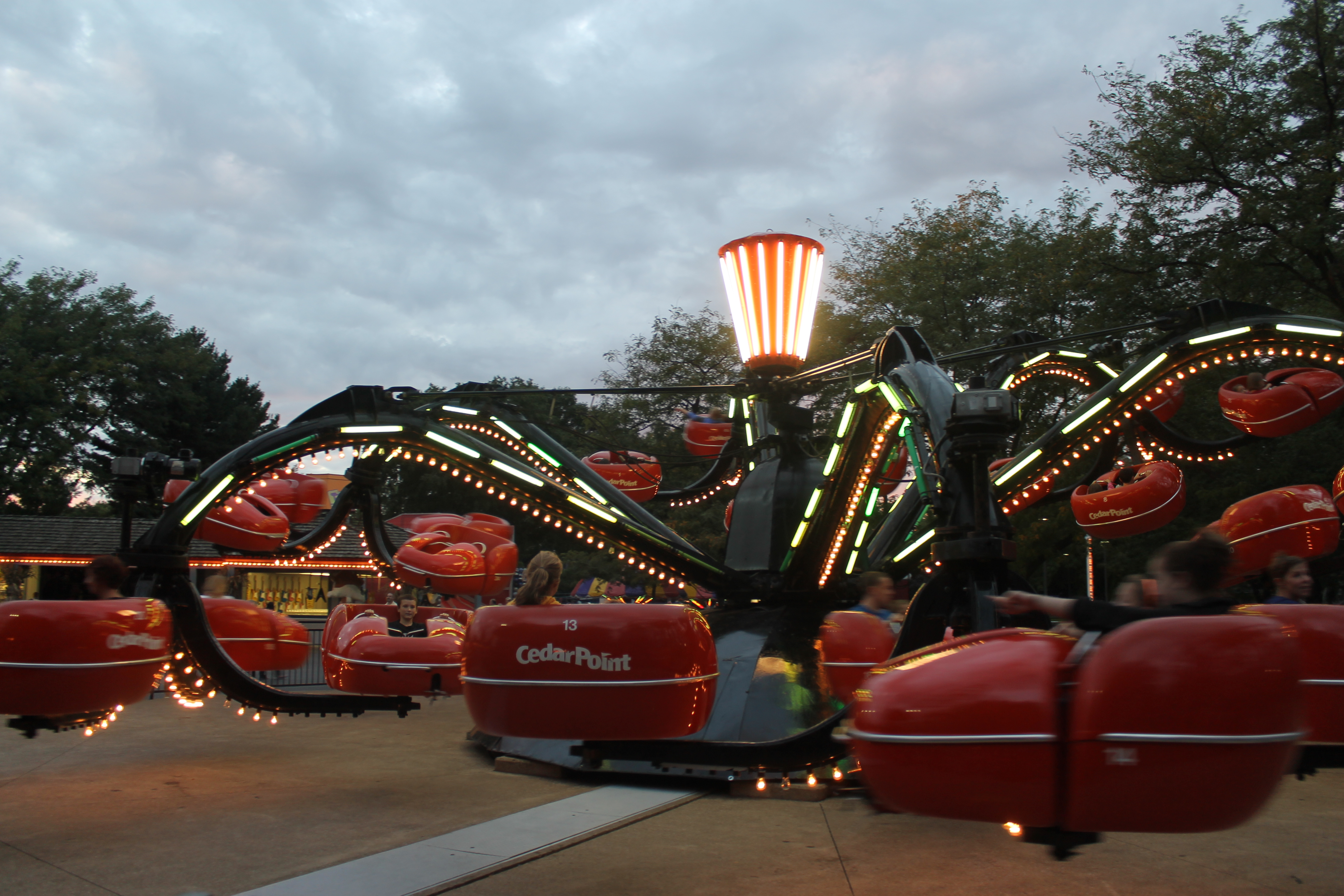
Monster in Cedar Point